# Saturnia atromaculata
Saturnia atromaculata är en fjärilsart som beskrevs av Stättermayer. 1920. Saturnia atromaculata ingår i släktet Saturnia och familjen påfågelsspinnare. Inga underarter finns listade.